# Saint-Sauveur (Somme)
Saint-Sauveur és un municipi francès situat al departament del Somme i a la regió dels Alts de França. L'any 2007 tenia 1.398 habitants.

## Demografia

### Població
El 2007 la població de fet de Saint-Sauveur era de 1.398 persones. Hi havia 520 famílies de les quals 100 eren unipersonals (40 homes vivint sols i 60 dones vivint soles), 176 parelles sense fills, 228 parelles amb fills i 16 famílies monoparentals amb fills.
La població ha evolucionat segons el següent gràfic:
Habitants censats

### Habitatges
El 2007 hi havia 548 habitatges, 529 eren l'habitatge principal de la família, 5 eren segones residències i 14 estaven desocupats. 539 eren cases i 6 eren apartaments. Dels 529 habitatges principals, 437 estaven ocupats pels seus propietaris, 86 estaven llogats i ocupats pels llogaters i 6 estaven cedits a títol gratuït; 3 tenien una cambra, 11 en tenien dues, 52 en tenien tres, 146 en tenien quatre i 317 en tenien cinc o més. 384 habitatges disposaven pel capbaix d'una plaça de pàrquing. A 206 habitatges hi havia un automòbil i a 263 n'hi havia dos o més.

### Piràmide de població
La piràmide de població per edats i sexe el 2009 era:
| Homes | Edats   | Dones |
| ----- | ------- | ----- |
| 0     | 95 o +  | 0     |
| 4     | 90 a 94 | 4     |
| 8     | 85 a 89 | 20    |
| 0     | 80 a 84 | 8     |
| 4     | 75 a 79 | 20    |
| 16    | 70 a 74 | 24    |
| 12    | 65 a 69 | 16    |
| 40    | 60 a 64 | 44    |
| 28    | 55 a 59 | 28    |
| 68    | 50 a 54 | 44    |
| 56    | 45 a 49 | 64    |
| 80    | 40 a 44 | 44    |
| 72    | 35 a 39 | 68    |
| 52    | 30 a 34 | 84    |
| 36    | 25 a 29 | 40    |
| 48    | 20 a 24 | 28    |
| 64    | 15 a 19 | 60    |
| 68    | 10 a 14 | 72    |
| 52    | 5 a 9   | 44    |
| 68    | 0 a 4   | 32    |

## Economia
El 2007 la població en edat de treballar era de 1.001 persones, 687 eren actives i 314 eren inactives. De les 687 persones actives 622 estaven ocupades (340 homes i 282 dones) i 65 estaven aturades (29 homes i 36 dones). De les 314 persones inactives 119 estaven jubilades, 117 estaven estudiant i 78 estaven classificades com a «altres inactius».

### Ingressos
El 2009 a Saint-Sauveur hi havia 527 unitats fiscals que integraven 1.373,5 persones, la mediana anual d'ingressos fiscals per persona era de 18.767 €.

### Activitats econòmiques
Dels 24 establiments que hi havia el 2007, 5 eren d'empreses de construcció, 4 d'empreses de comerç i reparació d'automòbils, 5 d'empreses de transport, 2 d'empreses d'hostatgeria i restauració, 6 d'entitats de l'administració pública i 2 d'empreses classificades com a «altres activitats de serveis».
Dels 5 establiments de servei als particulars que hi havia el 2009, 1 era un taller de reparació d'automòbils i de material agrícola, 3 lampisteries i 1 perruqueria.
Dels 2 establiments comercials que hi havia el 2009, 1 era una botiga de més de 120 m² i 1 una botiga de mobles.
L'any 2000 a Saint-Sauveur hi havia 9 explotacions agrícoles que ocupaven un total de 384 hectàrees.

## Equipaments sanitaris i escolars
L'únic equipament sanitari que hi havia el 2009 era una farmàcia.
El 2009 hi havia 1 escola maternal i 1 escola elemental.

## Poblacions més properes
El següent diagrama mostra les poblacions més properes.